# Christian Moser (Politiker, 1989)
Christian Anton Moser (* 14. November 1989 in Pfaffenhofen an der Ilm) ist ein deutscher Jurist und Politiker (CSU). Seit der Bundestagswahl 2025 ist er direkt gewählter Bundestagsabgeordneter im Bundestagswahlkreis Freising. Er ist umweltpolitischer Sprecher der CSU-Landesgruppe im Bundestag.

## Werdegang
Zunächst besuchte Moser bis 2002 die Hauptschule Niederscheyern, erwarb dann 2006 die Mittlere Reife an der Georg-Hipp-Realschule in Pfaffenhofen und holte schließlich 2010 das Abitur am Adolf-Weber-Gymnasium in München nach. Im Anschluss studierte er als Stipendiat der Hanns-Seidel-Stiftung bis 2018 Rechtswissenschaften an der Universität Passau. Moser war von 2018 bis 2021 wissenschaftlicher Mitarbeiter am Lehrstuhl für Staats- und Verwaltungsrecht sowie Finanz- und Steuerrecht bei Rainer Wernsmann. Er ist Co-Autor mehrerer Veröffentlichungen zum öffentlichen Recht beim Verlag C. H. Beck. 
Das juristische Referendariat absolvierte er am Oberlandesgericht München. Zwischen 2021 und 2022 arbeitete Moser als Rechtsanwalt mit dem Schwerpunkt öffentliches Recht, insbesondere Baurecht. Außerdem war Moser in dieser Zeit als Lehrbeauftragter für Energie- und Energiewirtschaftsrecht an der Technischen Hochschule Deggendorf tätig.
Im Jahr 2022 wechselte er als Regierungsrat in die Bayerischen Staatskanzlei. Als Mitglied des Planungsstabes des Ministerpräsidenten war er im Schwerpunkt Landwirtschaft tätig.

## Politische Karriere
Moser wurde bei den bayerischen Kommunalwahlen 2020 in den Stadtrat und in den Kreistag des Landkreises Pfaffenhofen gewählt.
Bei der Bundestagswahl 2025 gewann er das Direktmandat im Wahlkreis Freising mit 43,1 Prozent der Erststimmen und einem Vorsprung von 25 Prozentpunkten auf den nächstplatzierten Kandidaten. Damit zog er in den 21. Deutschen Bundestag ein. Zuvor setzte er sich in der Aufstellungsversammlung der CSU gegen den amtierenden Wahlkreisabgeordneten Erich Irlstorfer durch. Er ist Mitglied im Ausschuss für Recht und Verbraucherschutz sowie im Ausschuss für Umwelt, Klimaschutz, Naturschutz und nukleare Sicherheit. Zusätzlich gehört er dem Petitionsausschuss an und ist stellvertretendes Mitglied im Ausschuss für Wirtschaft und Energie. Moser wurde am 23. Juni 2025 zum umweltpolitischen Sprecher der CSU im Bundestag gewählt.

## Politische Positionen
Christian Moser vertritt als Sprecher der CSU-Landesgruppe im Bundestag und Jurist für Energierecht die Position, dass Photovoltaikanlagen in Überschwemmungsgebieten grundsätzlich mit dem Hochwasserschutz vereinbar sind, da sie „oftmals nicht zu einer beachtlichen Versiegelung des Bodens“ führen und setzt dabei auf Einzelfallprüfungen unter Wahrung des Wasserschutzes als überragendes Schutzgut, wobei er die kommunale Planungshoheit stärken und gleichzeitig den Ausbau erneuerbarer Energien vorantreiben will. Außerdem will er, wie er selbst sagt junge Abgeordnete, Wohneigentum für junge Familien ermöglichen, da sonst das zentrale Wohlstandsversprechen nicht eingelöst würde. Viele Vereinsvorstände würde „mit einem Bein im Knast“ stehen, darum forderte er bei der Begabtenförderung der Hanns-Seidl-Stiftung, dass die juristischen Rahmenbedingungen gelockert werden müssten.
Zur Regierungskoalition von Friedrich Merz aus CDU, CSU und SPD äußert sich Christian Moser optimistisch, sieht aber klare Erfolgsbedingungen: „In dieser Koalition sind wir zum Erfolg verdammt. Sie wird vor allem dann erfolgreich sein, wenn sie relativ wenig streitet.“ Dabei warnt er vor vorzeitigen Konflikten zwischen den Unionsparteien.

### Umweltpolitik
Moser betrachtet die Umweltpolitik als zentralen Hebel der deutschen Politik, da viele Regelungsbereiche, die in der Öffentlichkeit sehr präsent sind - Wirtschaft, Energie, Landwirtschaft - unglaublich viele Regelungsmaterien in der Umweltpolitik haben. Das Umweltrecht gebe oft die Rahmenbedingungen vor, mit denen andere Branchen umgehen müssten. Ob Pflanzenschutzmittelrecht, Düngeverordnung oder Flächennutzung - das Umweltministerium mache Vorschläge, die weitreichende Auswirkungen auf Wirtschaft und Gesellschaft hätten.

#### Umweltpolitische Grundhaltung
Moser versteht sich als Verfechter eines Interessensausgleichs zwischen Umweltschutz und landwirtschaftlichen Belangen. Er grenzt sich dabei explizit von Nichtregierungsorganisationen ab: „Ich bin nicht der Anwalt der NGOs. Ich will der Anwalt sein eines Interessensausgleichs – von Umweltschutz auf der einen Seite, aber von Ernährungssicherheit, Lebensmittelproduktion und Planungssicherheit der Landwirte auf der anderen Seite.“ Als Begründung für die hohe Priorität der Umweltpolitik führt er an, dass „unglaublich viele Regelungsbereiche, die in der Öffentlichkeit sehr präsent sind“ Wirtschaft, Energie, Landwirtschaft unglaublich viele Regelungsmaterien in der Umweltpolitik haben.“ Verbände seien „oft stark interessengetrieben“ und müssten Positionen einnehmen, „die per se nicht die ausgleichende ist.“ Der Ausgleich müsse daher „in der Politik stattfinden.“ Seinen landwirtschaftlichen Hintergrund sieht er dabei als Vorteil: „Ausgleich ist leichter, wenn man beide Seiten kennt und beide Lebensrealitäten knen.“

#### Hochwasserschutz
Weil in seinem Wahlkreis mehrere Todesopfer in Folge eines Hochwassers zu beklagen waren, möchte sich Christian Moser als Umweltpolitiker für die Verbesserung des Hochwasserschutzes einsetzen und Präventionsmaßnahmen fördern.

#### Landwirtschaft als gemeinwohlorientiertes Unternehmen
Moser sieht landwirtschaftliche Betriebe als „gemeinnützige Unternehmen“, die „öffentliche Aufgaben, teilweise unentgeltlich“ übernehmen. Er betont die besondere Rolle der Landwirtschaft als „größter Flächennutzer“ und unterscheidet sie von normalen Gewerbebetrieben. Diese Abhängigkeit von äußeren Gegebenheiten könne man nicht in einen Businessplan darstellen. Daher fordert er staatliche Planungssicherheit.

#### Pflanzenschutzmittel und EU-Harmonisierung
Im Gespräch mit dem Journalisten Patrick Pehl sagte Moser, er kritisiere deutsche Sonderregelungen bei Pflanzenschutzmitteln: „Ich stelle immer wieder fest, dass es Auflagen des Umweltbundesamtes gibt, die strenger sind als in anderen EU-Mitgliedstaaten.“ Er fordert die Beendigung des „deutschen Sonderwegs“ und verweist darauf, dass „seit 2015 über 20 Auflagebescheide des Umweltbundesamtes kassiert“ wurden. Zudem bemängelt er, dass Zulassungen auslaufen, ohne dass Alternativen bereitstehen: „Wir lassen Zulassungen für Pflanzenschutzmittel auslaufen, haben aber keine Alternative.“ Sein Grundsatz laute „Alternative schaffen, dann das andere beenden.“

### Landwirtschaftspolitik
Moser sieht landwirtschaftliche Betriebe als "gemeinnützige Unternehmen", die öffentliche Aufgaben übernehmen und daher eine differenzierte politische Behandlung verdienen. Er fordert staatliche Begleitung statt Alleinlassung der Betriebe und warnt vor Regelungen ohne entsprechende Finanzierung, die zur Betriebsaufgabe führen könnten. Dabei betont er die Notwendigkeit von Planungssicherheit für den größten Flächennutzer Deutschlands. Moser sagt in einem Statement, dass man die Landwirtschaft „in Ruhe“ lassen solle, um die Produktivität zu steigern.

#### Tierwohl und Agrarförderung
Bei der Tierwohlförderung vertritt Moser das Prinzip der gekoppelter Finanzierung: „Wenn das Geld nicht kommt, dann kann man auch nicht strengere Tierwohlvorgaben verlangen.“ Er warnt vor dem Fehler der Vorgängerregierung und betont, dass ohne ausreichende Förderung mehr Betriebe aufgeben und Fleischimporte zunehmen würden, „wo wir die genauen Haltungsformen nicht zweifelsfrei nachprüfen können.“ Aus CSU-Sicht werde es schwierig, Tierwohlvorgaben zu setzen, wenn am Ende das Geld für die Förderung (Subventionen) nicht reicht. Besonders kleine Betriebe sieht er gefährdet, da diese „über den Break-Even-Point nie hinwegkommen“, wenn die Förderung unzureichend ist. Dabei spiele auch die Generationenfrage eine Rolle.

#### „Rote Gebiete“ und Verursachergerechtigkeit im Düngerecht
Bei der Nitratproblematik plädiert der Nebenerwerbslandwirt Moser für eine bessere Datenlage und fordert mehr repräsentativere Messstellen. Er kritisiert (auch als Jurist) unklare Verursachungszusammenhänge. Dabei betont er rechtsstaatliche Grundsätze.

#### Wildtiermanagement
In der Wildtierpolitik vertritt der bayerische Politiker Christian Moser einen pragmatischen Ansatz, denn er befürwortet die Aufnahme von Wolf und Biber ins Jagdrecht, betont jedoch, dass dies nicht zur Ausrottung führen dürfe. Für entsprechende Gesetzesänderungen im Bundesnaturschutzgesetz drängt er auf eine zügige Umsetzung zur Feststellung des Erhaltungszustands.

### Digitalisierung und Bürokratieabbau
In einem Interview mit der dfv Mediengruppe äußerte sich Moser optimistisch zur Rolle künstlicher Intelligenz in der behördlichen Dokumentation (Bürokratie): „Wir werden irgendwann diese Diskussion um Bürokratie hoffentlich hinter uns lassen können, weil KI uns die Bürokratie abnimmt.“ Er sieht das Grundproblem in redundanten Berichtspflichten, bei denen Landwirte „bei verschiedenen Behörden immer wieder das Gleiche vorlegen“ müssen. Allerdings erkennt er auch praktische Hürden.

## Privates
Moser ist römisch-katholisch, verheiratet und Vater einer Tochter. Er ist als Nebenerwerbslandwirt tätig und engagiert sich ehrenamtlich in mehreren Vereinen und Organisationen. Er ist aktiver Jäger.